# Jolanta Małgorzata Marszalska
Jolanta Małgorzata Marszalska (ur. 1954) – polska historyk, bibliotekoznawca, profesor nauk humanistycznych, profesor w Zakładzie Badań na Kulturą i piśmiennictwem Średniowiecza w Instytucie Historii Uniwersytetu Kardynała Stefana Wyszyńskiego.

## Życiorys
Ukończyła studia na kierunku bibliotekoznawstwo i informacja naukowa w Wyższej Szkole Pedagogicznej im. Komisji Edukacji Narodowej. W 2001 uzyskała stopień naukowy doktora nauk humanistycznych w zakresie historii na Wydziale Humanistycznym Akademii Pedagogicznej im. Komisji Edukacji Narodowej w Krakowie, zaś w 2007 stopień doktora habilitowanego nauk humanistycznych w zakresie historii na Wydziale Nauk Historycznych i Społecznych Uniwersytetu Kardynała Stefana Wyszyńskiego w Warszawie. Tytuł naukowy profesora otrzymała w 2012.
Prowadzi badania nad staropolska kulturą piśmiennictwa, monastycyzmem, księgozbiorami klasztornymi: benedyktynów, cystersów, bernardynów i karmelitów bosych, historycznymi księgozbiorami diecezji tarnowskiej i płockiej oraz księgozbiorami i dziejami rodów magnackich: Sanguszków i Konopków. Jest autorką kilkuset artykułów naukowych i popularnonaukowych oraz autorem lub współautorem 16 książek.
Specjalizuje się w historii kultury staropolskiej, historii i książki i bibliotek od XV do XIX wieku oraz monastycyzmie. Pełni funkcje kustosza zbiorów opactwa Ojców Cystersów w Szczyrzycu i Wyższego Seminarium Duchownego w Tarnowie.
Jest członkinią: Międzynarodowej Rady Naukowej pisma The Person and the Challenges: The journal of theology, education, canon law and social studies inspired by Pope John Paul II-od 2011 roku, Rady Naukowej czasopisma historycznego „Saeculum Christianum” od 2013; Zespołu Badań nad Kulturą i Sztuką Cystersów w Polsce od 1999 roku; Komisji Historii i Architektury Sakralnej Polskiego Komitetu Narodowego Międzynarodowej rady Ochrony Zabytków przy UNESCO (ICOMOS) Polskiego Towarzystwa Historycznego od 2008 roku; Polskiego Towarzystwa Historycznego – Oddział w Katowicach od 2009 roku.
Otrzymała następujące nagrody i odznaczenia: Srebrny Krzyż Zasługi (1991); Złoty Krzyż Zasługi (1998); Zasłużony Działacz Kultury nadany przez Ministra Kultury i Sztuki (1998); Honorowa Odznaka Stowarzyszenia Bibliotekarzy Polskich nadana uchwałą Zarządu Głównego Bibliotekarzy Polskich (1998); Medal Komisji Edukacji Narodowej (2014), Krzyż Kawalerski Orderu Odrodzenia Polski (2022).

## Publikacje monograficzne i ważniejsze artykuły
- Polonica XVI-XVIII wieku w zbiorach Wojewódzkiej Biblioteki Publicznej w Tarnowie (1988)
- Polonica XVI-XVIII wieku : katalog (1993)
- Katalog rękopisów i variów z dawnej rodowej biblioteki książąt Lubartowiczów Sanguszków, Tarnów (1994)
- Dzieje Biblioteki rodowej książąt Sanguszków. Epizod śląski. w: Książka na Śląsku w latach 1945-1956, Katowice 1996, s. 276-290
- Stare druki obce XVI –XVIII wieku w zbiorach Miejskiej Biblioteki Publicznej w Tarnowie, Tarnów (1996)
- Katalog inkunabułów Biblioteki Wyższego Seminarium Duchownego w Tarnowie (1997)
- Biblioteka czchowska w świetle zachowanych inwentarzy, w: Archiwa, Biblioteki i Muzea Kościelne. Lublin 1997/69, s. 399-405
- Biblioteka Opactwa Benedyktynów w Tyńcu w świetle zachowanych inwentarzy, w: Roczniki Biblioteczne, Wrocław 1997, z. 1-2, s. 29-42
- Sztuka drukarska w służbie liturgii. Mszały krakowskie z przełomu XVI/XVII wieku proweniencji tynieckiej w zbiorach Wyższego Seminarium Duchownego w Tarnowie, w: Benedyktyńska Praca. Studia historyczne poświęcone o. Pawłowi Sczanieckiemu, Tyniec 1998, s. 237-250
- Najcenniejsze zabytki piśmiennictwa w zbiorach Biblioteki Wyższego Seminarium Duchownego w Tarnowie (1999)
- Szkic do dziejów Bibliotek rodowych książąt Lubartowiczów-Sanguszków: biblioteka podhorecka, sławucka i gumniska w: Roczniki Biblioteczne, Wrocław 1999/43, s. 33-54
- Biblioteka i archiwum Sanguszków : zarys dziejów (2000)
- Katalog inkunabułów Biblioteki Opactwa OO. Cystersów w Szczyrzycu (2002)
- Szczyrzyc : dzieje budowy opactwa cysterskiego (wraz z Ewą Łużyniecką; 2005)
- Zapisy własnościowe w księgozbiorze starych druków Karmelitów Bosych w Czernej i ich historyczne znaczenia w kulturze duchowej i intelektualnej zakonu. w: Cztery wieki Karmelitów Bosych w Polsce 1605-2005, red. A. Ruszała, Kraków 2005, s. 261-280
- Opaci i przeorzy klasztoru oo. Cystersów w Szczyrzycu od XIII do XX wieku (wraz z Waldemarem Graczykiem; 2006)
- Inwentarz klasztoru Karmelitów Bosych w Czernej z 1643 roku jako źródło do dziejów poznania klasztoru i jego spraw gospodarczych. "Nasza Przeszłość", 106/2006, s. 301-314
- Biblioteka opactwa Cystersów w Szczyrzycu do końca XIX stulecia : dziedzictwo wieków (2007)
- Biblioteka czchowska w świetle zachowanych inwentarzy w: Archiwa Biblioteki i Muzea Kościelne, Lublin 1997/69, s. 399-405
- Sztuka drukarska w służbie liturgii. Mszały krakowskie z przełomu XVI/XVII wieku proweniencji tynieckiej w zbiorach Wyższego Seminarium Duchownego w Tarnowie, w: Benedyktyńska Praca. Studia historyczne poświęcone o. Pawłowi Sczanieckiemu. Tyniec 1998, s. 237-250
- Dramatyczne losy księgozbiorów kościelnych w południowych guberniach Królestwa Polskiego w XIX wieku w świetle obecnego zasobu starych druków Biblioteki Wyższego Seminarium Duchownego w Płocku, "Archiwa Biblioteki i Muzea Kościelne", 91/2009, s. 41-46
- Fundacje i życie religijne książąt Lubartowiczów-Sanguszków linii koszyrskiej i kowelskiej na przełomie XVII i XVIII stulecia, w: Veritati serviens. Księga Pamiątkowa poświęcona o. prof. Januszowi Zbudniewkowi, (2009)
- Księgi rękopiśmienne i stare druki w zbiorach Biblioteki Wyższego Seminarium Duchownego w Płocku. Z dziejów kultury polskich bibliotek kościelnych w dawnych wiekach, Kraków (wraz z Waldemarem Graczykiem; 2010)
- Testamenty książąt Lubartowiczów-Sanguszków : wybór tekstów źródłowych z lat 1750-1876 (wraz z Waldemarem Graczykiem; (2011)
- Opactwo cystersów w Szczyrzycu od XIII do końca XX wieku : dzieje, gospodarka, kultura (2011)
- Religious foundations of Princes Lubartowicz- Sanguszko of kowelski lineage in the turn of the 17th and 18th century in Wołyń, "The Person and the Challenges: The journal of theology, education, canon law and social studies inspired by Pope John Paul I I, volume 3 (2013), Number 1, pag. 267-280.
- Folwarki klasztoru cystersów w Szczyrzycu od XVII do XX w. w świetle zachowanych inwentarzy, (The Cistercian monastic granges in Szczyrzyc in the 17th to the 20th centuries as presented in the original inventories), "Architectus", 3/35/2013, s. 27-45
- Religious foundations of Princes Lubartowicz- Sanguszko of kowelski lineage in the turn of the 17th and 18th century in Wołyń, "The Person and the Challenges: The journal of theology, education, canon law and social studies inspired by Pope John Paul I I, volume 3 (2013), Number 1, pag. 267-280
- Klasztor karmelitów bosych w Czernej od pierwszej połowy XVII do końca XIX wieku : dzieje, kultura, ludzie (wraz z Waldemarem Graczykiem 2014)
- Ostatnia wola marszałka wielkiego litewskiego Pawła Karola Sanguszki (zm. 1750) i jej wypełnienie, w: Cywilizacja prowincji Rzeczypospolitej szlacheckiej, cykl II. Nie wszystek umrę. Pamięć o zmarłych w kulturze staropolskiej, red. A. Jankowski, A. Klonder, Bydgoszcz 2015 (Wydawnictwo Uniwersytetu Kazimierza  Wielkiego), s. 125-134.
- Rozwój zainteresowań naukowych środowiska katedralnego płockiego w świetle zasobu piętnastowieczne książki, w: Postęp i zacofanie w kulturze Europy Środkowej, red. Antoni Barciak, Katowice-Zabrze 2015, s. 52-64;
- Manuscript Codices in the Library Collection of the Cistercian Abbey in Szczyrzyc, "The Person and the Challenges: The journal of theology, education, canon law and social studies inspired by Pope John Paul I I, volume 5 (2015), Number 1, pag. 201-217. ISSN 2083-8018
- Erazm Józef Filek, Katakumby XX wieku. Wileńszczyzna – Kazachstan – Wileńszczyzna. Przeżycia karmelity bosego i duszpasterza z lat 1939-1958. Wyd. J.M. Marszalska, W. Graczyk, Kraków – Czerna (2016)